# NGC 6396
NGC 6396 (другие обозначения — OCL 1018, ESO 393-SC10) — рассеянное скопление в созвездии Скорпион.
Этот объект входит в число перечисленных в оригинальной редакции «Нового общего каталога».